# العلاقات الزيمبابوية الليبيرية
العلاقات الزيمبابوية الليبيرية هي العلاقات الثنائية التي تجمع بين زيمبابوي وليبيريا.

## مقارنة بين البلدين
هذه مقارنة عامة ومرجعية للدولتين:
| وجه المقارنة                                              | زيمبابوي | ليبيريا      |
| --------------------------------------------------------- | --- | ------------ |
| المساحة (كم2)                                             | 390.76 ألف | 111.37 ألف   |
| عدد السكان (نسمة)                                         | 16.53 مليون | 4.73 مليون   |
| الكثافة السكانية (ن./كم²)                                 | 42.3 | 42.47        |
| العاصمة                                                   | هراري | مونروفيا     |
| اللغة الرسمية                                             | لغة إنجليزية، اللغة الشونا، النديبيلية الشمالية ‏، لغة الشيشيوا، Barwe ‏، Kalanga language ‏، Tshwa language ‏، النداو ‏، اللغة التسونجا، لغة الإشارة الزيمبابوية ‏، اللغة السوتية، تونغا ‏، اللغة التسوانية، اللغة الفيندية، اللغة الكوسية | لغة إنجليزية |
| العملة                                                    | دولار أمريكي | دولار ليبيري |
| الناتج المحلي الإجمالي (بليون دولار)                      | 17.85 مليار | 2.16 مليار   |
| الناتج المحلي الإجمالي (تعادل القوة الشرائية) بليون دولار | 27.88 مليار | 3.76 مليار   |
| الناتج المحلي الإجمالي الاسمي للفرد دولار أمريكي          | 924 | 455          |
| الناتج المحلي الإجمالي للفرد دولار أمريكي                 | 1.79 ألف | 842          |
| مؤشر التنمية البشرية                                      | 0.509 | 0.430        |
| رمز المكالمات الدولي                                      | +263 | +231         |
| رمز الإنترنت                                              | .zw | .lr          |
| المنطقة الزمنية                                           | ت ع م+02:00 | 00           |

## منظمات دولية مشتركة
يشترك البلدان في عضوية مجموعة من المنظمات الدولية، منها:
| علم المنظمة | اسم المنظمة                                 | تاريخ انضمام زيمبابوي | تاريخ انضمام ليبيريا |
| ----------- | ------------------------------------------- | --------------------- | -------------------- |
|             | مؤسسة التنمية الدولية                       | 29 سبتمبر 1980        | 28 مارس 1962         |
|             | البنك الإفريقي للتنمية                      | ?                     | ?                    |
|             | مؤسسة التمويل الدولية                       | 29 سبتمبر 1980        | 28 مارس 1962         |
|             | منظمة حظر الأسلحة الكيميائية                | ?                     | ?                    |
|             | الأمم المتحدة                               | 25 أغسطس 1980         | 2 نوفمبر 1945        |
|             | الاتحاد الدولي للاتصالات                    | 10 فبراير 1981        | 10 أكتوبر 1927       |
|             | منظمة الشرطة الجنائية الدولية               | ?                     | ?                    |
|             | البنك الدولي للإنشاء والتعمير               | 29 سبتمبر 1980        | 28 مارس 1962         |
|             | الاتحاد البريدي العالمي                     | ?                     | ?                    |
|             | المركز الدولي لتسوية المنازعات الاستشارية   | 19 يونيو 1994         | 16 يوليو 1970        |
|             | وكالة ضمان الاستثمار متعدد الأطراف          | 10 أبريل 1992         | 12 أبريل 2007        |
|             | مجموعة دول أفريقيا والكاريبي والمحيط الهادئ | ?                     | ?                    |
|             | الاتحاد الأفريقي                            | ?                     | ?                    |
|             | يونسكو                                      | 22 سبتمبر 1980        | 6 مارس 1947          |

## وصلات خارجية
- موقع وزارة الخارجية الزيمبابوية
- موقع وزارة الخارجية الليبيرية